# تطور عاطفي اجتماعي
يمثل التطور العاطفي الاجتماعي مجالًا خاصًا في نمو الطفل. وهو عملية تدريجية وتكاملية يكتسب عبرها الطفل القدرة على فهم المشاعر واختبارها والتعبير عنها وإدارتها وتطوير العلاقات ذات المعنى مع الغير. وبهذا، ينطوي التطور العاطفي الاجتماعي على مجموعة كبيرة من المهارات والبنى، تتضمن ما يلي ولا تنحصر به: وعي الذات والانتباه المشترك واللعب ونظرية العقل (أو فهم رؤى الآخرين) وتقدير الذات والتنظيم العاطفي وعلاقات الصداقة وتطوير الهوية.
يبني التطور العاطفي الاجتماعي الأساس الذي يتيح للطفل الانخراط في الوظائف التطورية الأخرى. فقد يحتاج الطفل إلى القدرة على تدبير مشاعر الإحباط والبحث عن مساعدة من أحد أقرانه ليستطيع إتمام مهمة مدرسية صعبة. وقد يحتاج المراهق إلى التعبير عن مشاعره والرؤية من منظور شريكه كي ينهي الخصام بعد مشاجرة ويحافظ على العلاقة العاطفية. يتشابك  التطور العاطفي الاجتماعي بالمجالات التطورية الأخرى ويُبنى عليها. إذ ترتبط حالات التأخر أو العجز اللغوي بالاضطرابات العاطفية الاجتماعية.
يمكن أن ننظر إلى الكثير من اضطرابات الصحة العقلية، بما فيها الاكتئاب الشديد واضطرابات القلق واضطراب الشخصية الحدية واضطرابات تعاطي المواد واضطرابات الأكل عبر عدسة التطور العاطفي الاجتماعي، وخاصة التنظيم العاطفي. تعكس الكثير من الأعراض الرئيسية في اضطرابات طيف التوحد شذوذات في النواحي المتعلقة بالتطور العاطفي الاجتماعي، بما فيها الانتباه المشترك ونظرية العقل.

## الطفولة المبكرة (منذ الولادة وحتى 3 سنوات)

### التعلق

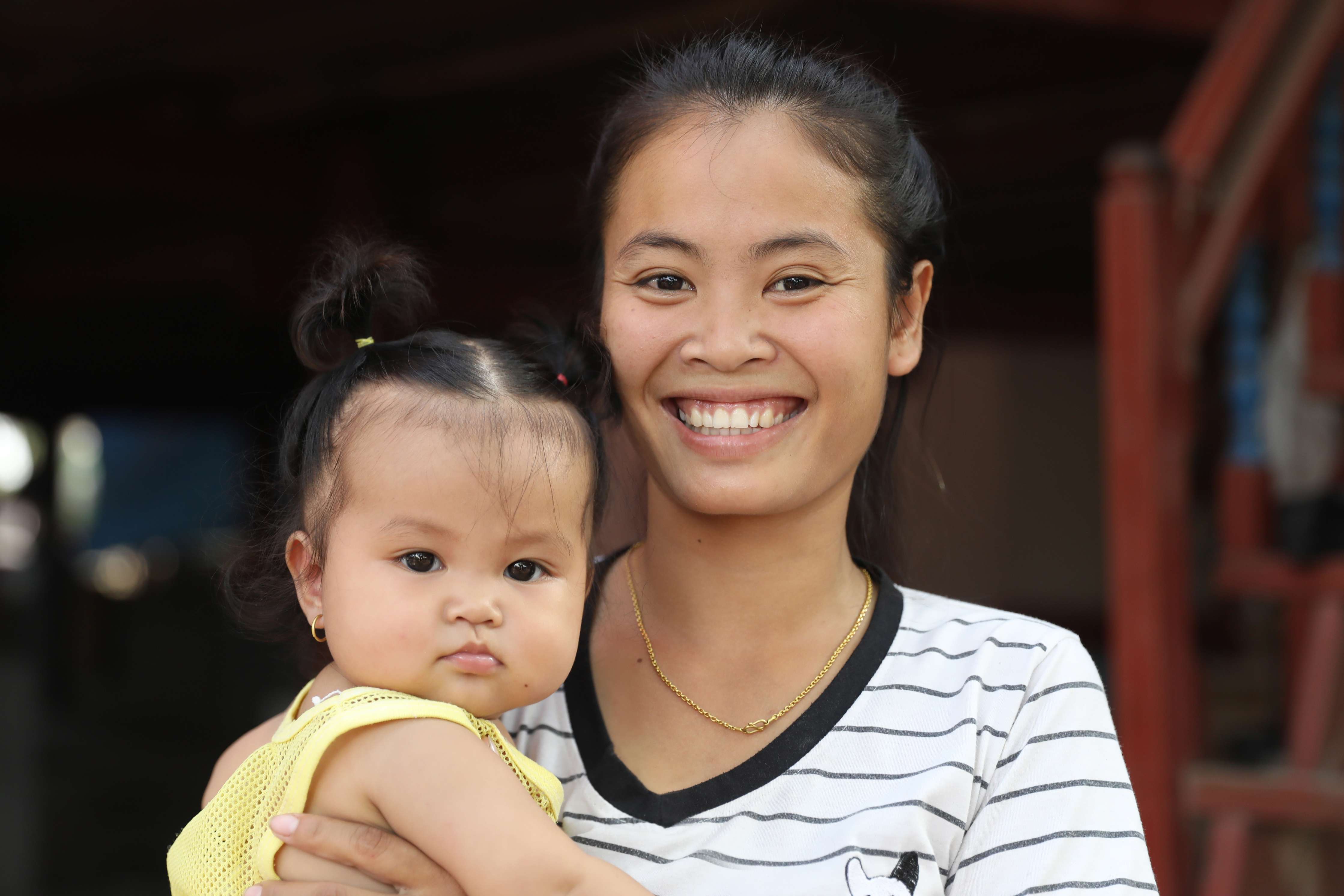
طفلة مع والدتها

يشير التعلق إلى الرابطة القوية التي يطورها الأفراد مع أشخاص مهمين في حياتهم. بالرغم من إمكانية نشوء علاقات تعلق مع أشخاص مهمين في مرحلة الرشد كالأزواج، فإن الارتباط الأهم والأكثر تأثيرًا في حياة معظم البشر ينشأ بينه وبين مقدم (مقدمي) الرعاية في مرحلة الرضاعة. حدد جون بولبي وماري أينسورث نظرية التعلق واختبراها باعتبارها عملية منتقلة تطوريًا تكون فيها العلاقات العاطفية مع مقدمي الرعاية تكيفًا غرضه البقاء. دعمت بحوثهم وجود أربع مراحل لتكوين التعلق:
1. الاستجابة الاجتماعية غير المميِزة (0–3 أشهر): إشارات غريزية عند الرضيع كالبكاء والتحديق واللهاث مهمتها تسهيل تفاعل الرضيع مع مقدم الرعاية. لا يميز الطفل من يتواصل معه أو كيف يستجيب له.
2. الاستجابة الاجتماعية التفضيلية (3- 6 أشهر): يستجيب الطفل في هذا العمر لمقدم (مقدمي) الرعاية الرئيسي بشكل مختلف بوضوح عن استجابته للغرباء. يتعلم الأطفال أن مقدم الرعاية الرئيسي يستجيب دومًا لإشاراتهم.
3. ظهور سلوك القاعدة الآمنة (6 إلى 24 شهرًا): يستخدم الأطفال الصغار الشخص موضوع تعلقهم «كقاعدة آمنة» تتيح استكشاف العالم وتكون «الملاذ الآمن» فيرجعون إليها لينالوا الطمأنة والراحة. حين لا يكون الشخص موضوع التعلق قريبًا، يبدي الأطفال قلق الانفصال.
4. الشراكة (24 شهرًا وأكبر): يكوّن الأطفال نموذج عمل داخليًا حول مدى توفر موضوع التعلق ومستوى استجابته، ما قد يؤثر على سلوكهم وعلاقاتهم المستقبلية.

يعدّ التعلق الباكر أساسًا للتطور العاطفي الاجتماعي فيما بعد، وبإمكانه التنبؤ بالكثير من النتائج، كمشاكل الاستبطان ومشاكل التجسيد والكفاءة الاجتماعية وتقدير الذات والتطور المعرفي  والإنجاز. حدد عمل ماري أينسورث باستخدام «الموقف الغريب» أربعة من أنماط الارتباط عند الأطفال الصغار:
1. التعلق الآمن: الأطفال في هذه الفئة يرغبون باستكشاف الغرفة/ الألعاب بشكل مستقل بحضور مقدم الرعاية. قد يبكون عند فصلهم عنه، ولكنهم يسعون للراحة ويمكن تهدئتهم بسهولة بعودة مقدم الرعاية. يرافق هذا النمط العناية الحساسة والمستجيبة من قبل مقدم الرعاية.
2. التعلق القلق/ التجنبي: يكون الأطفال في هذه الفئة أقل استجابة للانفصال عن مقدم الرعاية، ولا يفرقون كثيرًا بين مقدمي الرعاية والغرباء، ويتجنبون مقدم الرعاية عند عودته. ويرافق هذا النمط الإفراط في الرعاية أو الرعاية كثيرة الانفصال.
3. التعلق القلق/ المتناقض: يريد الأطفال في هذه الفئة البقاء قرب مقدم الرعاية ولا يبدون استعدادًا للاستكشاف. يظهرون الكرب عند الانفصال وقد يظهرون الغضب (الضرب والمقاومة) والتشبث بمقدم الرعاية عند عودته. يكون من الصعب تهدئة هؤلاء الأطفال غالبًا. ويرافق هذا النمط من التعلق الاستجابة غير الثابتة أو تدخل الأمهات بالاستكشاف.
4. التعلق غير المنتظم: لا يظهر الأطفال في هذه الفئة نمطًا سلوكيًا متوقعًا، قد يكونون غير مستجيبين أو يظهرون تأثرًا مسطحًا. يرافق هذا النمط التجارب غير المتوقعة و/ أو المخيفة التي يختبرها الأطفال مع مقدم الرعاية، وهو أكثر شيوعًا عند الأطفال الذين تعرضوا لسوء المعاملة.

### التجارب العاطفية

#### التعبيرات العاطفية

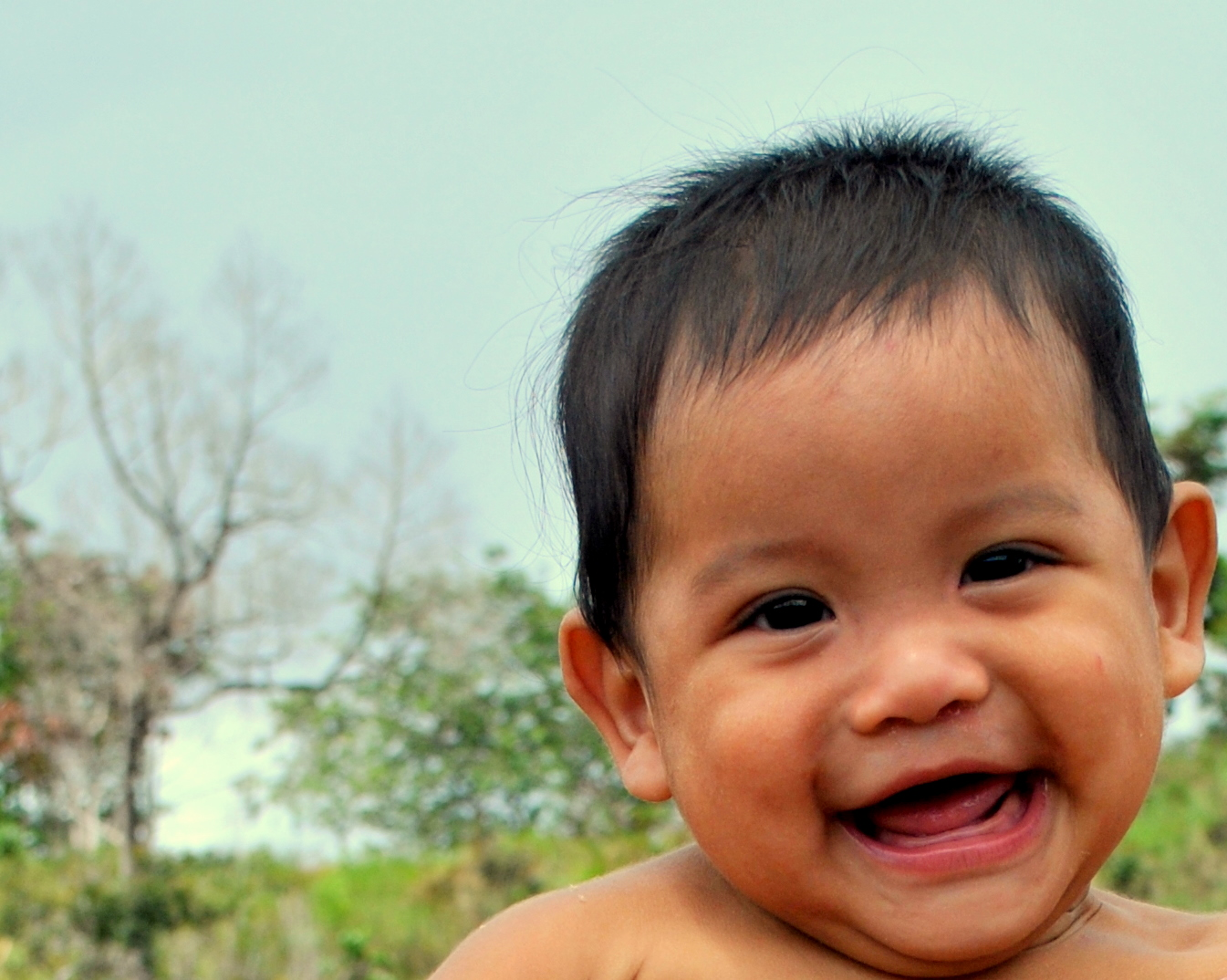
طفل رضيع يبتسم

منذ الولادة، يملك الأطفال القدرة على إعطاء الإشارة بوجود الضيق العام استجابةً لمنبهات وأوضاع جسمية غير سارة كالألم والجوع ودرجة حرارة الجسم ودرجة التيقظ. قد يبتسمون، لا إراديًا كما يبدو، عند شبعهم وفي نومهم واستجابةً للمسات اللطيفة. يستخدم الرضع «ابتسامة اجتماعية»، أو الابتسام استجابةً لتفاعل اجتماعي إيجابي في عمر شهرين إلى ثلاثة أشهر تقريبًا، ويبدأ الضحك من 3 إلى 4 أشهر. تصبح تعبيرات السعادة إرادية أكثر مع تقدم السن، إذ يتوقف الأطفال الصغار عن ممارسة نشاط ما ليبتسموا أو ليعبروا عن السعادة للبالغين المحيطين بهم بين 8-10 أشهر، ويستخدمون أنواعًا مختلفة من الابتسامات (كالتكشيرة والابتسامة الصامتة والابتسامة بفم مفتوح) في عمر 10 إلى 12 شهرًا.
بين 18-24 شهرًا، يكتسب الأطفال شعورًا بالذات. ما يؤدي إلى ظهور مشاعر الوعي بالذات (كالخجل والإحراج والشعور بالذنب والفخر) بحدود هذا العمر، وتعتبر هذه المشاعر أكثر تعقيدًا في طبيعتها من المشاعر الأساسية كالسعادة والغضب والخوف والاشمئزاز. إذ تتطلب قدرة الطفل على إدراك المعايير الخارجية، وتقييم ما إذا كانت ذاته تفي بها.

#### التنظيم العاطفي
يمكن تعريف التنظيم العاطفي بالنظر إلى مُكوّنين. الأول «العواطف التي تنظِم»، وتشير إلى التغيرات التي تسببها المشاعر المفعّلَة (يؤدي حزن الطفل إلى تغير في استجابة الوالدين). المكون الثاني «العواطف الخاضعة للتنظيم» وتشير إلى العملية التي تتغير عبرها المشاعر المفعلة عبر إجراءات متعمدة تتخذها الذات (كتهدئة الذات والإلهاء) وغيرها (كالراحة).
طوال مرحلة الرضاعة، يعتمد الأطفال للغاية على مقدمي الرعاية لتنظيم مشاعرهم، يسمى هذا الاعتماد التنظيم المتشارَك. يستخدم مقدمو الرعاية استراتيجيات كالإلهاء والمدخلات الحسية (كالهز والتمسيد) لتنظيم مشاعر الرضع. بالرغم من اعتماد الرضع على مقدمي الرعاية لتعديل شدة مشاعرهم ومدتها وتواترها، يكونون قادرين على الانخراط في استراتيجيات التنظيم الذاتي بعمر 4 أشهر. في هذا العمر، يتحاشى الرضع عمدًا النظر إلى المنبهات المفرطة. بحلول 12 شهرًا، يستخدم الأطفال حركتهم كالمشي والزحف للاقتراب أو الابتعاد عن المحفزات عمدًا.
في مرحلة بداية المشي، يكون مقدمو الرعاية ضروريين لتطور الطفل العاطفي وتنشئته الاجتماعية، عبر سلوكيات مثل: وصف مشاعر الأطفال، ودفعهم للتفكير في المشاعر (يقول مقدم الرعاية مثلًا: «لمَ تبدو السلحفاة حزينة؟»)، والاستمرار بتقديم الأنشطة البديلة والإلهاءات. واقتراح استراتيجيات التأقلم ونمذجتها. يساهم مقدمو الرعاية الذين يستخدمون هذه الاستراتيجيات ويستجيبون لعواطف أطفالهم في جعل الأطفال أكثر قدرة على تنظيم مشاعرهم وأقل خوفًا وحدة في الطبع، وأكثر قدرة على التعبير عن المشاعر الإيجابية  وأسهل تهدئةً  وأكثر انخراطًا في الاستكشاف البيئي، وتُعزَز مهاراتهم الاجتماعية في سنوات ما قبل المدرسة.